# Řásná
Pour les articles homonymes, voir Rasna.
Řásná (en allemand : Rasnau) est une commune du district de Jihlava, dans la région de Vysočina, en République tchèque. Sa population s'élevait à 269 habitants en 2024.

## Géographie
Řásná se trouve à 7 km au nord-ouest de Telč, à 25 km au sud-ouest de Jihlava et à 118 km au sud-est de Prague.
La commune est limitée par Horní Dubenky et Batelov au nord, par Řídelov et Vanůvek à l'est, par Vanov et Lhotka au sud, et par Mrákotín et Kaliste à l'ouest.

## Histoire
La première mention écrite de la localité date de 1385.

## Transports
Par la route, Řásná se trouve à 8,5 km de Telč, à 31 km de Jihlava et à 137 km de Prague.